# Cinnamomum tonkinense
Cinnamomum tonkinense är en lagerväxtart som först beskrevs av Paul Lecomte, och fick sitt nu gällande namn av Auguste Jean Baptiste Chevalier. Cinnamomum tonkinense ingår i släktet Cinnamomum och familjen lagerväxter. Inga underarter finns listade i Catalogue of Life.